# 狀態模式

UML 中的状态模式

狀態模式是一种行為類型的软件设计模式，它可以讓物件在其内部狀態有變化時，改為其行為。这种模式有點像有限状态机的概念。狀態模式可以被當成成一種策略模式，它能够在調用模式介面中所定義的方法来切換策略。
计算机编程中，狀態模式用於，當同一物件基於其內部狀態而有不同行為，將其行為進行封裝。對於物件来说，这可以是一种更為簡潔方式，可以在运行时更改其行为而无需诉诸条件语句，从而提高可维护性。 

## 概述
狀態設計模式是《設計模式：可復用物件導向軟體的基礎》所收錄的二十三個之一，本書描述了如何解决常見的设计问题。此类问题涵盖了灵活且可重用的面向对象软件的设计，例如易于实现、更改、测试和重用的对象。 
狀態模式常用來解決两個主要問題： 
- 当对象的内部状态改变时，它的行为也应该改变。
- 应独立定义特定于国家的行为。也就是说，添加新状态不应影响现有状态的行为。

在類別中直接為特定狀態實作行為是不夠彈性的，因為它將類別與特定行為綁定，這將使得如果要增加新的狀態或改變狀態的行為，而且這些行為是與類別獨立的，仍無法在不更改類別的情况下達到。因此，此模式描述了兩種解決方案：
- 定義單獨的（狀態）物件，封装每個裝態的特定的行为。即，定義一個介面（狀態）以用於執行與狀態有關的特定行為，並為每種狀態實現該接口的類別。
- 類別不要直接實現與狀態有關的特定行為，而是將其委由當前戕態物件。

這使得類別與業於狀態的行為的實作可以獨立開來。新的狀態可以通過定義新的狀態類別来實現。類別可以在運行時，藉由改變當前狀態物件来改變其行為。

## 结构

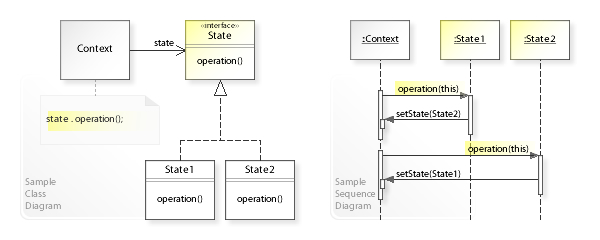
狀態设计模式的示例 UML 類別圖和序列圖。

在随附的统一建模语言(UML)類別圖中， Context 類別不直接实现特定于状态的行为。相反， Context 用 State 介面以执行特定于状态的行为 ( state.handle() )，这使得 Context 獨立於特定于狀態行為的实现方式。 ConcreteStateA 和 ConcreteStateB 類別实现 State 介面，即实现（封装）每个状态的特定行为。 UML序列图 說明了运行时互動：
Context对象将特定于状态的行为委托给不同的State对象。首先， Context 调用handle(this) 時，會是基於其当前（初始）狀態 ( ConcreteStateA ) 的行為，其會執行操作並調用 Context.setState(ConcreteStateB) 來將當前狀態更改为ConcreteStateB 。下一次， Context 再次调用 handle(this) 會是基於其當前状态对象 ( ConcreteStateB ) ，其會執行操作，並将當前狀態更改为 ConcreteStateA 。